# Кампо (Белуно)
Кампо (итал. Campo) је насеље у Италији у округу Белуно, региону Венето.
Према процени из 2011. у насељу је живело 392 становника. Насеље се налази на надморској висини од 274 м.